# Templo maçônico

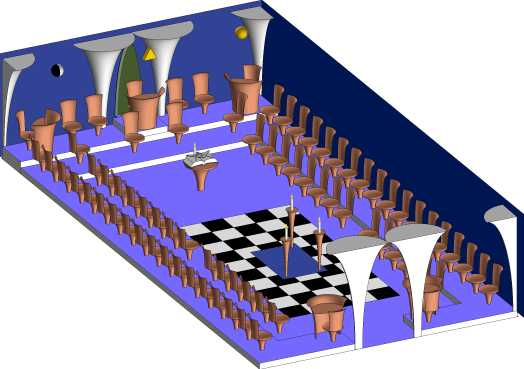
Representação virtual de um Templo Maçônico no rito egípcio ,no centro, se distingue uma pavimentação em mosaico.

Templo Maçônico é o local onde se reúne uma Loja Maçônica. Tanto pode se referir ao espaço físico como ao conceito espiritual. Caso mantenha os aspectos básicos do simbolismo maçônico para um templo, qualquer espaço físico onde se encontra uma Loja será considerado como Templo Maçônico, mesmo que temporário. Também se reúnem em templos maçônicos a Capítulos da Ordem DeMolay, Betheis das Filhas de Jó e demais instituições paramaçônicas.

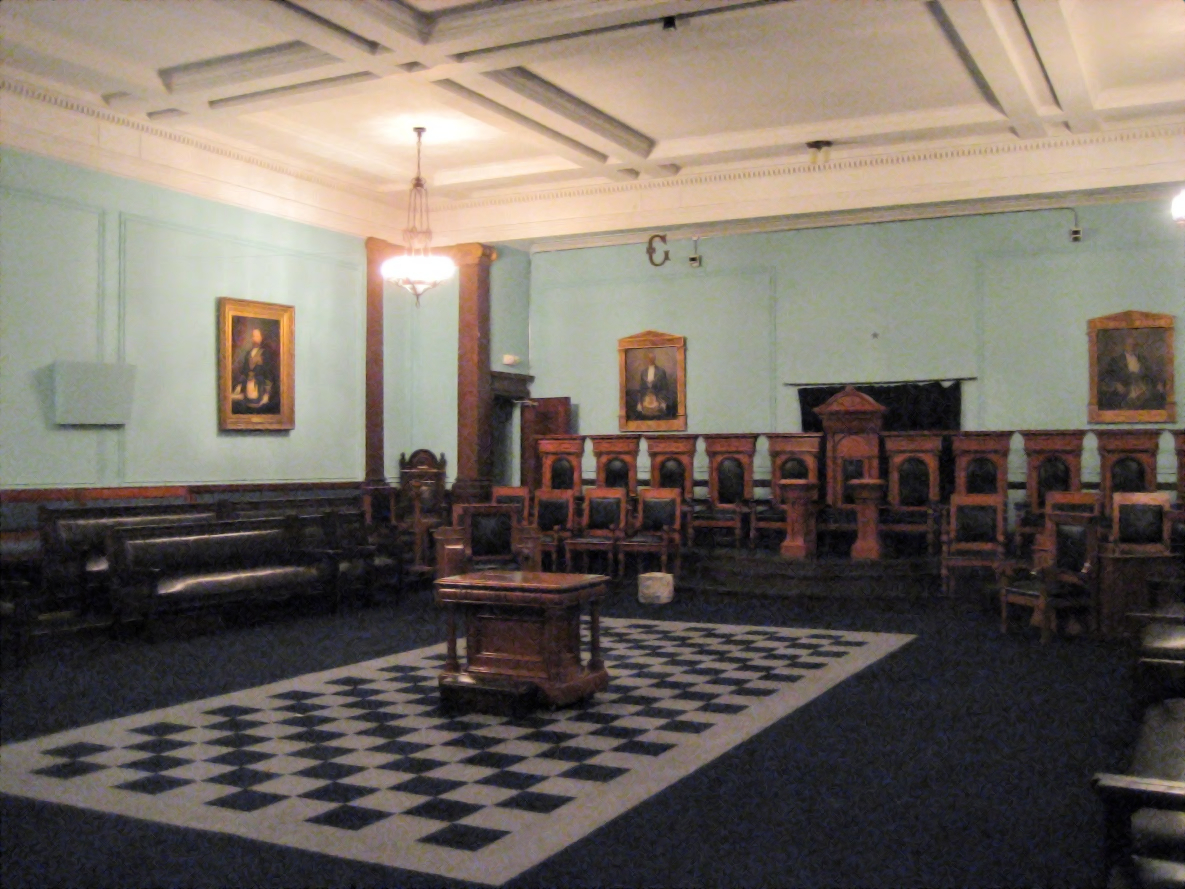
Templo da Loja de Coeurs-Unis, de la Grande Loge du Québec. Em primeiro plano, o pavimento mosaico
.

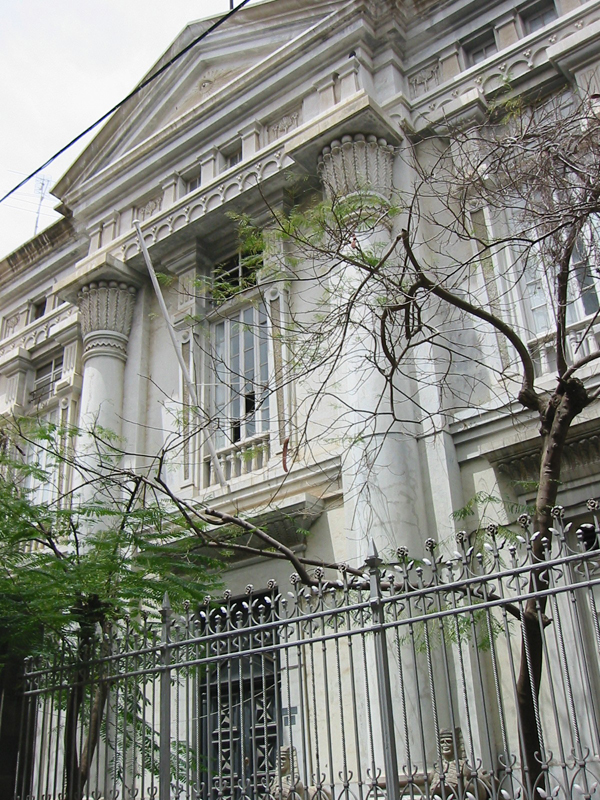
Templo Masónico de Santa Cruz de Tenerife.

## História
Nos primórdios da maçonaria, em meados do século XVII, não se tinham templos fixos. As lojas se reuniam em casas particulares, tavernas e outros locais não específicos para maçonaria. Apenas em 1776 com a construção da sede da Grande Loja Unida da Inglaterra que começou-se a se ter templos fixos. Desta maneira não se precisava mais transportar todo o material de um local para o outro. Muitas lojas utilizam um mesmo templo, em horários diferentes, para seus trabalhos. Esta prática continua até os dias de hoje.

## Prédio Maçônico
É no prédio maçônico que se encontra o templo. Mas contêm também diversos outros cômodos a depender das possibilidades físicas e financeiras do local. Contendo um átrio, uma sala dos passos perdidos e uma Câmara de Reflexões, pode conter também salão de festas, biblioteca, museu, auditório e diversos outros ambientes. Podendo também contar outros templos. No Brasil para um prédio maçônico que contêm mais de um templo, da-se o nome de Palácio Maçônico.
O Framason's Hall, prédio maçônico da Grande Loja Unida da Inglaterra, encontram-se 24 templos. 

### Áreas Externas
É considerado o templo em si apenas o espaço que vai da porta que separa a nave do átrio até a parede paralela a ela, que fica por trás da cadeira do Venerável Mestre. Todas as demais áreas são consideradas áreas externas ao templo.

#### Sala dos Passos Perdidos
É uma sala que comumente é usada como uma ante câmara, um ambiente de espera para um próximo cômodo onde ocorrerá alguma reunião importante. É comum em palácios e parlamentos como o Parlamento Inglês. Leva esse nome por conta da ideia de que a pessoa que espera anda de um lado para o outro refletindo sobre a reunião que está prestes a participar.

#### O Átrio
O átrio, se refere a área, imediatamente na parte da frente, à entrada do templo. Não contem decoração estipulada, mas, a depender do rito, as colunas B e J podem estar neste cômodo e não dentro do templo. Na arquitetura é equivalente ao adro ou às praças que comumente se encontram na frente de diversos templos.

#### Câmara de Reflexões
Anexada, está a Câmara de Reflexões, ou empresa de reflexão. É uma sala escondida, escura e que contém uma série de símbolos próprios. É utilizada para as iniciações, sempre separados do templo. 

## O Templo Maçônico
A concepção, disposição e a sua decoração obedecem a regras simbólicas precisas, que podem variar mais ou menos de acordo com os ritos maçônicos e graus maçônicos. Mas a concepção estética é da escolha da Loja, podendo ser clássica ou moderna.
Há uma relação conceitual e filosófica entre o Templo Maçônico e o Templo de Salomão, como descrito no primeiro livro de Reis, na Bíblia (Capítulo 5-6-7) e o II Crônicas - ( no Livro de Crónicas) (Capítulo 3 e 4). E uma relação física muito próxima com a organização do Parlamento Inglês.

### O pórtico e a porta de entrada
A entrada do templo está localizado no lado ocidental (oeste). Em ambos os lados da porta, da esquerda para a direita estão duas colunas, chamado Boaz e Jachin, e comumente referido por suas iniciais, J.(Jachin) e B.(Boaz), sendo as mesmas cobertas, com um capitel decoradas com "granadas", parcialmente aberta..  A granada foi utilizada como decoração para o templo de Salomão.  De acordo com os ritos, as colunas são colocados de maneira diferente: No Rito Escocês, é para o norte e Boaz e Jachin para o sul e é o oposto dos Ritos Francês e do rito egípcio. O templo é composto por uma sala rectangular e sem janelas. É uma representação do mundo e do Cosmos. O templo, é simbolicamente orientado de oeste para leste (de oeste para leste) sobre a duração do Norte (norte) ao meio-dia sobre a largura do nadir e do zénite da sua altura. O limite máximo é idealmente as cúpulas e o decorado, como um céu (azul escuro ou preta, estrelas). A linha é rematado, por vezes, suspenso acima do centro do Templo. O solo, é constituído por uma calçada em mosaico, quer na sua totalidade, ou pelo menos um na central do rectângulo. Em alguns rituais, no centro do templo, estão três pilares dispostos em um triângulo e uma "mesa de casas" nos principais símbolos maçônicos. Dois escritórios, chamados de placas, são organizados contra os parapeitos do Oriente, Norte e Sul, face-a-face.
Outra secretária/placa, é colocada ao lado da coluna do norte, de frente para leste. Nos ritos francês e do egípcio, a Quarta Câmara está disposta perto da coluna do Sul, que também, está em frente ao leste. No rito escocês, o quarto platô se localiza no meio das cadeiras e nos bancos para o almoço, de frente para o norte. Estes quatro "platôs", estão ocupados por um funcionário da apresentação.

### Oriente

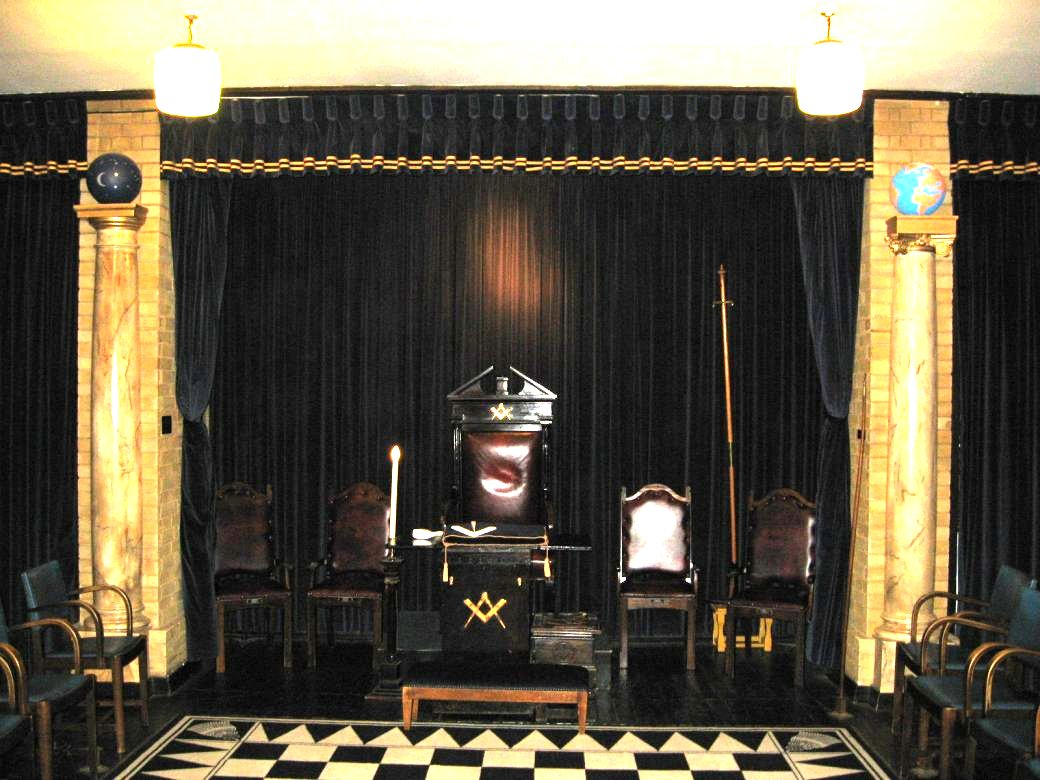
Situado no Templo do Oriente, a sede do Venerável Mestre. É vísível também, as colunas de Boaz e Jachin.

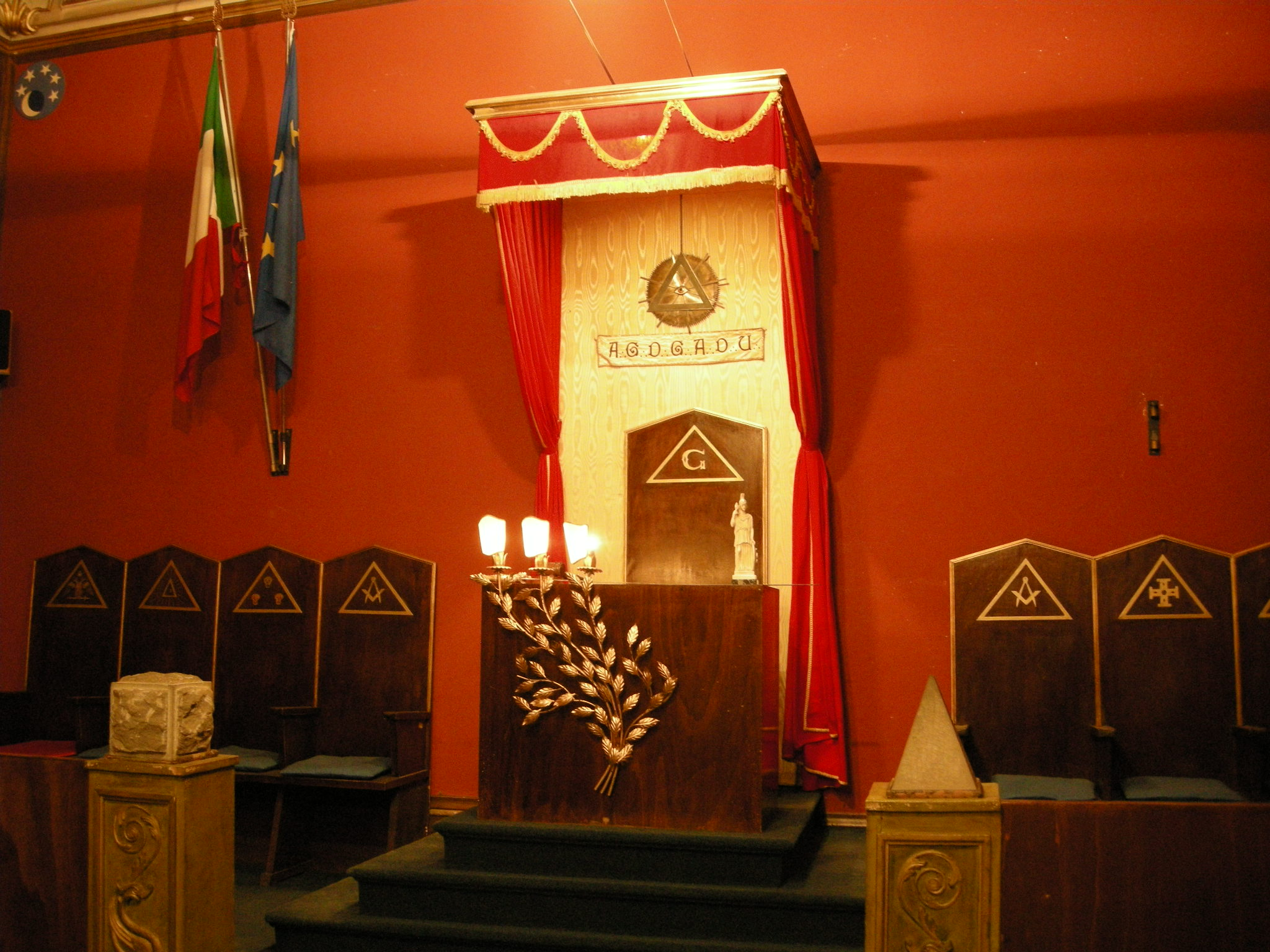
Distingue-se um ramo de acácia sobre a carteira do Venerável Mestre, de um camarote italiano. No primeiro plano, e da esquerda para a direita, uma pedra bruta e uma pedra cortada

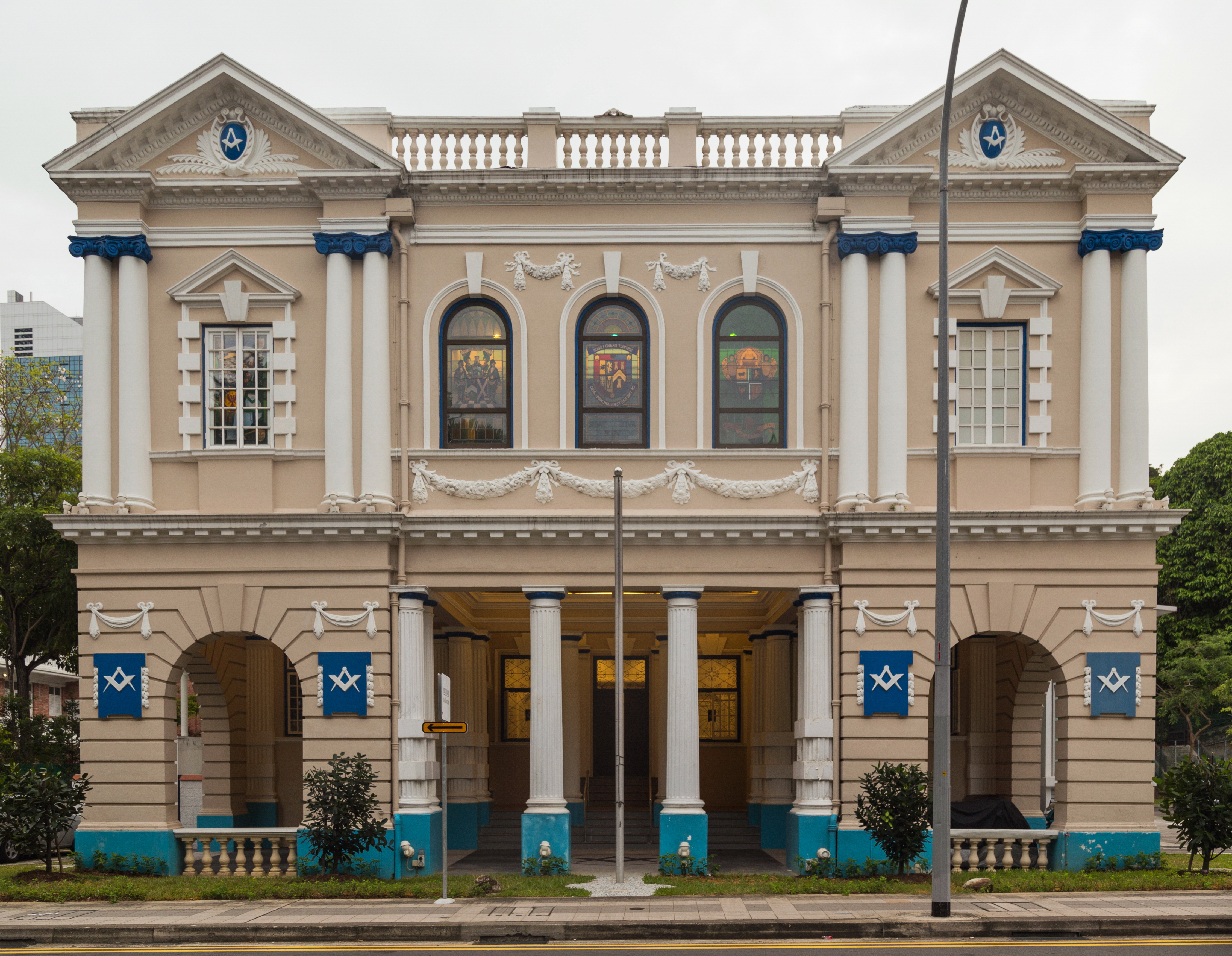
Templo em Cingapura

É onde encontra-se a cadeira e o altar do Venerável Mestre ao lado oposto à entrada. A leste, existe uma plataforma levantada, o que pode ser acessada por pelo menos três etapas. Balaustradas de ambos os lados da escada, entre o leste do templo. Existem outros lugares e mais três chapas: a maior, média e voltada para o Ocidente é a do Venerável Mestre, Presidente do Loja. A Sul e Norte, contra o gradeamento, os outros dois platôs são ocupados por outros oficiais, face-a-face. A pedra bruta, pedra cúbica e mais três lustres, perto do Venerável..

### Ocidente
No Ocidente, um banco é colocado entre as colunas, mesmo ao lado da porta, onde se senta o "Couvreur", Guardião do Templo.

### Septentrion e o meio-dia
Septentrion - Quanto a norte para o sul, ao longo das paredes, estão instalados assentos ou bancos chamados de "colunas". Isto é onde os construtores têm lugar durante trajes. Podem ser encontrados ao longo do número de lugares, uma bainha (ou manga) de escorregamento de espadas maçônicas. 

## Decoração do Templo
A decoração do templo também é codificada. Uma parte é fixa, mas alguns elementos o mudam, dependendo de quem ocupava o lugar, o seu ritual e seu grau maçônico.
Uma corda a nós, o ramalhete serrilhada, ao redor do templo abaixo do limite ao das longas paredes do lado leste, o norte e o sul. Ela simboliza a união da cadeia.. Pelo leste, e na parede, por detrás da plataforma do Venerável, se encontra representado po um triângulo isósceles chamado delta luminoso Sol e uma Lua, chamado luminárias.
Segundo grau maçônico, situada na parte ocidental, a parede no lado norte da porta, se encontra uma estrela brilhante de cinco estrelas nomeado flamboyante em forma de ramos. Este é um pentagrama. Em níveis mais elevados, cortinas pretas ou vermelhas, e raramente, outras cores mais, podem ser colocadas nas paredes. Ao mudar a partir do posto de companheiro para o Mestre, o Templo se torna sala ambiente ou Hekhal, para os Maçons do terceiro grau, onde, de acordo com o mito de Hiram Abiff, onde os Mestres receberam o seu salário. Segundo a tradição maçônica, o acesso a este "espaço", se dá por uma escada em forma de parafuso, por três séries sucessivas, respetivamente 3, 5 e 7 etapas. Na Bíblia, o Hekhal, ocupa uma posição intermediária entre o pórtico e a do santo dos santos..

## Ver também

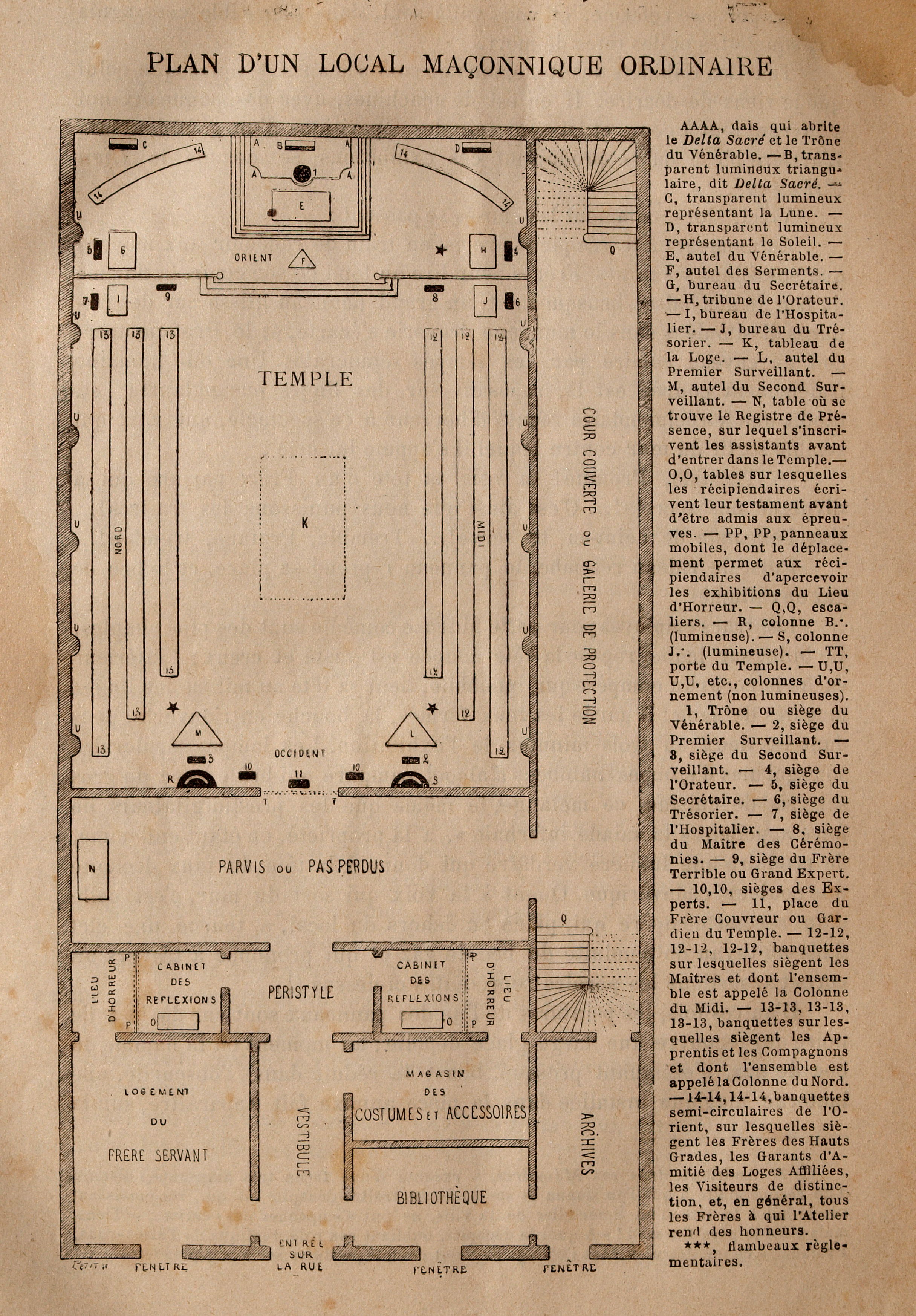
Mapa de um templo maçônico, desenho de Pierre Méjanel